# رون فيلوز
رون فيلوز (بالإنجليزية: Ron Fellows)‏ هو لاعب كرة قدم أمريكية أمريكي، ولد في 7 نوفمبر 1957 في ساوث بند في الولايات المتحدة.

## وصلات خارجية
- رون فيلوز على موقع مرجع كرة القدم المحترفة.كوم (الإنجليزية)